# Skalnica zwodnicza
Skalnica zwodnicza (Saxifraga rosacea subsp. sponhemica) – podgatunek roślin z rodziny skalnicowatych (Saxifragaceae).

## Rozmieszczenie geograficzne
Występuje w środkowej Europie na obszarze od wschodniej Francji, południowej Belgii, przez Niemcy, Czechy po południową Polskę i Słowację.
W Polsce znana z dwóch stanowisk, położonych w Sudetach Środkowych. Jedno z nich – historyczne – znajdowało się w Górach Bardzkich, między Bardem a Ostrą Górą. Współcześnie istniejące stanowisko znajduje się w Górach Stołowych, na Rogowej Kopie.
W 1946 r. okaz tej rośliny Zofia Radwańska-Paryska zebrała do swojego zielnika ...w starej fontannie w zapuszczonym ogrodzie willi Mak na ul. Zamoyskiego w Zakopanem. W 1982 r. Halina Piękoś-Mirkowa zanotowała skalnicę zwodniczą hodowaną przy schronisku na Polanie Chochołowskiej.

## Morfologia
ŁodygaWzniesiona, wysokości 10–15 cm.
LiścieLiście różyczkowe długości 8–25 mm, rombowo-klinowate, 3-5-łatkowe, łatki z ością. Liście łodygowe siedzące, mięsiste, owłosione, pokryte włoskami gruczołowatymi.
KwiatyBiałe, zebrane w 2-5-kwiatowy kwiatostan.

## Biologia i ekologia
Bylina. Rośnie na ścianach skalnych, na podłożu zasadowym. Wymaga dużej wilgotności powietrza. Kwitnie w maju i czerwcu. Takson charakterystyczny klasy Asplenietea rupestria.

## Zagrożenia
Roślina bardzo rzadka. Informacje o stopniu zagrożenia na podstawie:
- Polskiej czerwonej księgi roślin (2001) – takson w randze gatunku w kategorii zagrożony wyginięciem (EN)[7]; 2014: krytycznie zagrożony (CR)[8].
- Czerwonej listy roślin i grzybów Polski (2006) – gatunek wymierający, krytycznie zagrożony (kategoria zagrożenia E)[9]; 2016: CR (krytycznie zagrożony)[10].